# История почты и почтовых марок Бергедорфа
История почты и почтовых марок Бергедорфа охватывает развитие почтовой связи в Бергедорфе, небольшом городе юго-восточнее Гамбурга, и включает периоды нахождения этого города в совместном владении ганзейских городов Гамбурга и Любека (1420—1867), во владении Гамбурга (1868—1871) до вхождения в состав Германии в 1871 году. В период с 1861 года по 1867 год в Бергедорфе было выпущено всего пять почтовых марок, это самая маленькая область коллекционирования почтовых марок Германии.

## Развитие почты
Благодаря своему географическому положению почтовая связь в Бергедорфе была организована на ранней стадии Ганзой. Почтовые связи города с Гамбургом были особенно хорошо развиты на раннем этапе.
С 1420 года Бергедорф принадлежал ганзейским городам Гамбург и Любек. Поскольку Бергедорф принадлежал обоим городам, сложилась любопытная ситуация, когда руководство почтовой службой Бергедорфа не могло осуществляться ни Гамбургом, ни Любеком. Таким образом, Бергедорф сформировал свою собственную крошечную автономную почтовую юрисдикцию. Несколько других княжеств также открыли почтовые отделения в Бергедорфе. В 1746 году Ганновер открыл собственное почтовое отделение в Бергедорфе, которое работало до 1846 года. В 1785 году династия Турн-и-Таксис последовала примеру Ганновера и открыла собственное почтовое отделение, которое было закрыто только в 1851 году. В 1839 году наконец и Пруссия открыла почтовое отделение в Бергедорфе.
С 1806 года по 1813 год Бергедорф был оккупирован французами во время наполеоновских войн. В этот период почтовая связь была в ведении имперской французской почты.
Почтовые штемпели Бергедорфа известны с 1815 года.
В конце концов в 1847 году на базе прусского почтового отделения был открыт Любекско-Гамбургский почтамт (нем. Lübeck-Hamburgerische Postamt). В последующие годы зона его охвата расширилась. В 1856 году начали работать дополнительные почтовые отделения в Гестхахте и Кирхвердере.
В 1855—1856 годах Бергедорф подписал несколько почтовых соглашений по образцу немецко-австрийского почтового договора, в том числе соглашения с Пруссией и Мекленбургом-Шверином.
После того, как Гамбург и Любек уже выпустили свои первые почтовые марки в 1859 году, Бергедорф последовал их примеру в 1861 году. Тем не менее почтовые марки Гамбурга официально продавались наряду с почтовыми марками Бергедорфа в его почтовых отделениях для оплаты пересылки почтовых отправлений в Гамбург. Там же также осуществлялась продажа почтовых марок Дании, Пруссии и Шлезвиг-Гольштейна для оплаты пересылки соответствующей корреспонденции.

## Собственные выпуски Бергедорфа
1 ноября 1861 года в Бергедорфе были выпущены пять стандартных марок номиналом ½, 1, 1½, 3 и 4 шиллинга. Эти пять номиналов отвечали почтовым тарифам для всех необходимых расстояний и весовых величин того времени. В то время во всём почтовом регионе проживало всего около 12 тысяч человек. Беззубцовые почтовые марки печатались по мере необходимости и оставались в обращении до 31 декабря 1867 года. Марки имеют квадратную форму. Помимо номинала, названия страны (нем. «Bergedorf») и слова нем. «Postmarke» («Почтовая марка»), в центре каждой марки помещено совмещённое изображение половинок гербов Гамбурга и Любека, представляющее собой логотип Бергедорфа. В углах рисунка — аббревиатура Любекско-Гамбургского почтамта: лат. «LHPA».
Серию почтовых марок Бергедорфа часто называют «растущей серией», потому что каждый номинал размером немного больше по сравнению с предыдущим. Таким образом, номинал 4 шиллинга выглядит вдвое большим, чем номинал ½ шиллинга. Вместе с разными цветами бумаги марок разных номиналов размер цифр номинала помогал различать марки разных номиналов.
Имеется несколько новоделов почтовых марок Бергедорфа.

## Объединение с Гамбургом
С 8 августа 1867 года Бергедорф был приобретен ганзейским городом Гамбургом и полностью перешел в его собственность. В этот день состоялось совместное вступление в Северогерманский союз (предшественник Германского рейха). С того времени история почты Бергедорфа совпадает с историей почты Северогерманского союза. Пять почтовых марок Бергедорфа были в обращении только до 31 декабря 1867 года. После этого их заменили почтовые марки Северогерманского почтового округа.
С 1872 года в Бергедорфе в обращении были почтовые марки Германии.